# Dennehof
Dennehof è una cittadina sudafricana situata nella municipalità distrettuale di Overberg nella provincia del Capo Occidentale.